# Brode, Vransko
Brode so naselje v Občini Vransko.
Na domačiji zbiratelja starin Ludvika Pikla se nahaja etnološka zbirka kmečkega in obrtniškega orodja.